# HD 53329
HD 53329，又名BD+34 1524，SAO 59773、HR 2660，是一颗恒星，视星等为5.55，位于銀經182.69，銀緯17.78，其B1900.0坐标为赤經6h 59m 36.1s，赤緯+34° 17.78′ 34″。